# Economia solidária
Economia solidária é definida como o "conjunto de atividades econômicas – de produção, distribuição, consumo, poupança e crédito – organizadas sob a forma de autogestão." Compreende uma variedade de práticas econômicas e sociais organizadas sob a forma de cooperativas, associações, clubes de troca, empresas autogestionárias, redes de cooperação, entre outras, que realizam atividades de produção de bens, prestação de serviços, finanças solidárias, trocas, comércio justo e consumo solidário.
Trata-se de uma forma de organização da produção, consumo e distribuição de riqueza centrada na valorização do ser humano e não do capital, caracterizada pela igualdade.
"A economia solidária é uma alternativa inovadora na geração de trabalho e na inclusão social, na forma de uma corrente do bem que integra quem produz, quem vende, quem troca e quem compra. Seus princípios são autogestão, democracia, solidariedade, cooperação, respeito à natureza, comércio justo e consumo solidário."
A economia solidária preconiza o entendimento do trabalho como um meio de emancipação humana dentro de um processo de democratização econômica, criando uma alternativa à dimensão alienante e assalariada das relações de trabalho capitalistas.
Além disso, a economia solidária possui uma finalidade multidimensional, isto é, envolve a dimensão social, econômica, política, ecológica e cultural. Isto porque, além da visão econômica de geração de trabalho e renda, as experiências de economia solidária se projetam no espaço público, tendo como perspectiva a construção de um ambiente socialmente justo e sustentável. Vale ressaltar que a economia solidária não se confunde com o chamado "terceiro setor", que substitui o Estado nas suas obrigações legais e inibe a emancipação de trabalhadores, enquanto sujeitos protagonistas de direitos. A economia solidária reafirma, assim, a emergência de atores sociais, ou seja, a emancipação de trabalhadores como sujeitos históricos.

## Origem
Milton Santos já se referia a algo que ele chamou de pequenos circuitos econômicos urbanos que desenvolviam-se em locais com algum grau de desenvolvimento em capital social. Com o tempo verificou-se o crescimento desse fenômeno, muitas vezes intrinsecamente ligado à escassez enfrentada em certa região.
É de crescente aceitação que a Economia Popular Solidária caracteriza um sistema econômico- ou modo de produção -diverso, ou seja, nele se produzem, distribuem e consome-se riquezas de maneira diferente das do capitalismo.
Apesar de a expressão economia solidária ter sido criada no Brasil,  trata-se de um movimento que ocorre no mundo todo e diz respeito a produção, consumo e distribuição de riqueza com foco na valorização do ser humano. A sua base são os empreendimentos coletivos (associações, cooperativas, grupos informais e sociedades mercantis).  
Pode-se dizer que a economia solidária se origina na Primeira Revolução Industrial, como reação dos artesãos expulsos dos mercados pelo advento da máquina a vapor. Na passagem do século XVIII ao século XIX, surgem na Grã-Bretanha as primeiras  trade unions (sindicatos)  e as primeiras cooperativas. Com a fundacão da cooperativa de consumo dos Pioneiros de Rochdale (1844), o cooperativismo de consumo se consolida em grandes empreendimentos e se espalha - primeiro pela Europa  e depois pelos demais continentes.
Mas, desde uma visão intercultural, pode-se afirmar que práticas econômicas fundadas em princípios de solidariedade existiram em todos os continentes - e muito antes da Revolução Industrial. Práticas solidárias milenares no campo econômico foram reconhecidas e têm sido estudadas no cerne das diferentes culturas como elementos fundamentais da agregação e coexistência de comunidades humanas. Portanto, identificar a economia solidária apenas com as vertentes do movimento operário europeu seria um equívoco, pois sua história pode ser recontada, por exemplo, a partir das tradições da América pré-colombiana, ou dos povos africanos ou asiáticos, tanto quanto dos povos europeus. A expressão economia solidária, porém, foi cunhada somente na última década do século XX.

## Conceito
A economia solidária é um modo específico de organização de atividades econômicas. Ela se caracteriza pela autogestão, ou seja, pela autonomia de cada unidade ou empreendimento, e pela igualdade entre os seus membros.
Algumas características contribuem para o desenvolvimento de uma economia solidária, visto que, desemprego, desigualdade e exploração são atributos inexistentes dentro de um contexto solidário, ou seja, todas as partes se desenvolvem positivamente nesse modelo. Essa filosofia estrutural promove uma relação inversa ao capitalismo, pois o caráter humano e a união prevalecem perante outras virtudes, porém, não excluindo o objetivo financeiro inicial estipulado pelo capital. 
Existem diferentes autores que se dedicam à conceituação da economia solidária, sendo que os  principais são Paul Singer e Euclides Mance. Singer propõe que a economia solidária seja uma estratégia possível de luta contra as desigualdades sociais e o desemprego: "A construção da economia solidária é uma destas outras estratégias. Ela aproveita a mudança nas relações de produção provocada pelo grande capital para lançar os alicerces de novas formas de organização da produção, à base de uma lógica oposta àquela que rege o mercado capitalista. Tudo leva a acreditar que a economia solidária permitirá, ao cabo de alguns anos, dar a muitos, que esperam em vão um novo emprego, a oportunidade de se reintegrar à produção por conta própria individual ou coletivamente...”  
Já de acordo com Mance, o conceito vai além e agrega ao conceito a noção não apenas de geração de postos de trabalho, mas sim uma colaboração solidária que visa a construção de sociedades pós-capitalistas em que se garanta o bem-viver de todas as pessoas: "...ao considerarmos a colaboração solidária como um trabalho e consumo compartilhados cujo vínculo recíproco entre as pessoas advém, primeiramente, de um sentido moral de corresponsabilidade pelo bem-viver de todos e de cada um em particular, buscando ampliar-se o máximo possível o exercício concreto da liberdade pessoal e pública, introduzimos no cerne desta definição o exercício humano da liberdade...".
A economia popular solidária é "o conjunto de empreendimentos produtivos de iniciativa coletiva, com certo grau de democracia interna e que remuneram o trabalho de forma privilegiada em relação ao capital, seja no campo ou na cidade. Tolerar ou mesmo estimular a formação de empreendimentos alternativos aos padrões capitalistas normalmente aceitos, tais como cooperativas autogeridas é, objetivamente falando, uma forma de reduzir o passivo corrente que se materializa em ondas crescentes de desemprego e falências. (...) Tais empreendimentos encontram potencialmente no trabalho coletivo e na motivação dos trabalhadores que os compõem, uma importante fonte de competitividade reconhecida no capitalismo contemporâneo. Enquanto no fordismo a competitividade é obtida através das economias de escala e de uma crescente divisão e alienação do trabalho associadas a linhas produtivas rígidas – automatizadas ou não -, na nova base técnica que está se configurando, uma importante fonte de eficiência é a flexibilização.” 
No capitalismo,   o trabalhador  é separado dos meios de produção, que anteriormente controlava. Segundo  Paul Singer,  "a empresa solidária nega a separação entre trabalho e posse dos meios de produção, que é reconhecidamente a base do capitalismo. (...) A empresa solidária é basicamente de trabalhadores, que apenas secundariamente são seus proprietários. Por isso, sua finalidade básica não é maximizar lucro mas a quantidade e a qualidade do trabalho".
A economia solidária, então, apresenta-se como uma "reconciliação" do trabalhador com os meios de produção e fornece, de acordo com Gaiger (2003), uma experiência profissional fundamentada na equidade e na dignidade, na qual ocorre um enriquecimento do ponto de vista cognitivo e humano. Com as pessoas mais motivadas, a divisão dos benefícios definida por todos os associados e a solidariedade, "o interesse dos trabalhadores em garantir o sucesso do empreendimento estimula maior empenho com o aprimoramento do processo produtivo, a eliminação de desperdícios e de tempos ociosos, a qualidade do produto ou dos serviços, além de inibir o absenteísmo e a negligência" 
Um dos conceitos, então, que está intrinsecamente ligado à realização de um empreendimento solidário é o de desenvolvimento local. Com a tendência de aumento do rendimento do trabalho associado, há a busca por promover o desenvolvimento local dos aspectos econômico e social, sendo que este define-se como o “processo que mobiliza pessoas e instituições buscando a transformação da economia e da sociedade locais, criando oportunidades de trabalho e renda, superando dificuldades para favorecer a melhoria das condições de vida da população local” 
Segundo Gaiger, quatro características econômicas fazem parte do modo de produção capitalista.
- produção de mercadorias tendo como único objetivo o mercado
- separação dos trabalhadores dos meios de produção
- transformação do trabalho em mercadoria, sob a forma de trabalho assalariado
- extração de mais-valia sobre o trabalho cedido ao detentor dos meios de produção, como meio de ampliação incessante do valor investido na produção.

Com tudo isso, a principal característica do modelo de desenvolvimento capitalista é ser desigual e combinado: parte dos trabalhadores é bem sucedida, e o restante perde suas qualificações e muitos se tornam miseráveis. Isso se dá devido a uma crescente valorização da competição, que, ao contrário do senso comum, não é antagônica à cooperação. Ambas coexistem, e o que caracteriza o modo de produção dominante na sociedade é a predominância de uma ou de outra. Quando a competição sobressai em relação à cooperação, a grande tendência é a exclusão daqueles que fracassam ou não estão aptos, enfraquecendo o ambiente sistemicamente. Em contrapartida, quando a cooperação preside as relações, cria-se um ambiente tolerante e igualitário, tornando possíveis processos de recuperação de economias abaladas 
Segundo Singer, "o único jeito de  construirmos uma sociedade socialista, que mereça o nome e não seja meramente uma pretensão ou bandeira, é pela via democrática. Os valores da democracia são os valores do socialismo. É a igualdade, o respeito ao outro. E a economia solidária pretende ser democrática. Mas isto é um aprendizado. Este é o ponto." 
A economia solidária, conforme Wautier, é orientada do ponto de vista sociológico e "acentua a noção de projeto, de desenvolvimento local e de pluralidade das formas de atividade econômica, visando à utilidade pública, sob forma de serviços diversos, destinados, principalmente, mas não exclusivamente, à população carente ou excluída". Pode-se dizer também que é fundada em relações nas quais as práticas de solidariedade e reciprocidade não são utilizadas como meros dispositivos compensatórios, mas como fatores determinantes na realidade da produção da vida material e social.

## Organização e estratégias
Os empreendimentos da economia solidária buscam implementar soluções de gestão coletivas, democráticas e autogestionárias. As decisões mais importantes costumam ser tomadas em assembleias de sócios, em que vigora o princípio de que "cada cabeça é um voto" de igual peso, sem que importe a função ou posição administrativa desse sócio no empreendimento.
Dentre os instrumentos usados para facilitar a comercialização dos produtos da economia solidária, como alternativa ao escambo e com finalidades específicas, existe a moeda social.

## Economia solidária na Europa
Com as revoluções de 1848, surgem na França cooperativas de produção a partir de empreendimentos capitalistas abandonados pelos donos. E, a partir de 1850, são criadas na Prússia as primeiras cooperativas de crédito urbanas, idealizadas por Franz Hermann Schulze-Delitzsch (1808-1883), magistrado nascido em Delitzsch (Saxônia) que fundou bancos populares entre os artesãos e foi o autor do projeto que serviu de base à elaboração do primeiro Código Cooperativo, promulgado em 27 de março de 1867, na Alemanha. Já as primeiras cooperativas rurais foram criadas por Friedrich Wilhelm Raiffeisen, que fundou as chamadas "Caixas de Crédito Raiffeisen". 
Durante a segunda metade do século XIX e a maior parte do século XX, o cooperativismo se difunde e adquire considerável poderio econômico. As grandes cooperativas singulares e federadas (de 2º grau, 3º grau e superiores) se empenham na disputa dos mercados com grandes conglomerados capitalistas e acabam assimilando seus métodos de gestão. No caso das cooperativas de consumo, a administração passa a ser dominada por profissionais assalariados e os sócios ficam frequentemente reduzidos à condição de meros clientes.
Com a Terceira Revolução Industrial, a partir dos 1980s, a exclusão de grande número de trabalhadores do mercado se repete, o que enseja o surgimento de um novo cooperativismo, muito mais próximo de suas origens históricas. Novas formas institucionais de autogestão são inventadas e passam a ser conhecidas como economia solidária.

## Economia solidária no Brasil
O movimento de economia solidária tem crescido de maneira muito rápida, não apenas na Europa e no Brasil mas também em diversos outros países.
Compreender um tipo de sistema econômico autossustentável visando o contexto Brasileiro é significativo, pois proporciona uma relação confortável entre os membros afetados (capital e proletário). Este modelo veem se desenvolvendo em todas as partes do mundo, porém o Brasil merece destaque, isto é, esse tipo de princípio colabora para a exclusão de determinadas propriedades exploratórias e sociais promovidas pelo capitalismo. 
O seu crescimento no contexto brasileiro se deve a fatores variados, dentre os quais vale destacar a resistência de trabalhadoras e trabalhadores à crescente exclusão, desemprego urbano e desocupação rural resultantes da expansão agressiva dos efeitos negativos da globalização da produção capitalista. Tal resistência se manifesta primeiramente como luta pela sobrevivência, na conformação de um mercado informal crescente, onde brotam iniciativas de economia popular tais como a atuação de camelôs, flanelinhas, vendedores ambulantes etc., normalmente de caráter individual ou familiar. Com a articulação de diversos atores, essa resistência também se manifesta na forma de iniciativas associativas e solidárias voltadas também à reprodução da vida, mas que vão além disso, apontando para alternativas estruturais de organização da economia, baseada em valores como a ética, a equidade e a solidariedade e não mais no lucro e acúmulo indiscriminado.
Verifica-se no Brasil, durante a última década, a crescente organização da economia solidária enquanto um movimento – ou seja, ultrapassando a dimensão de iniciativas isoladas e fragmentadas no que diz respeito à sua inserção nas cadeias produtivas e nas articulações do seu entorno, e orientando-se para a articulação nacional, a configuração de redes locais e o estabelecimento de uma plataforma comum. Essa tendência dá um salto considerável a partir das várias edições do Fórum Social Mundial, espaço privilegiado onde diferentes atores, entidades, iniciativas e empreendimentos puderam construir uma integração que desembocou na demanda ao então recém-eleito presidente Lula pela criação de uma Secretaria Nacional de Economia Solidária (SENAES), em 2003. Simultaneamente à criação desta Secretaria, foi criado, na III Plenária Nacional de Economia Solidária, o Fórum Brasileiro de Economia Solidária (FBES), representando este movimento no país. A criação dessas duas instâncias, somada ao fortalecimento do campo da economia solidária no interior da dinâmica do Fórum Social Mundial, consolida a recente ampliação e estruturação desse movimento.
O economista Paul Singer é o titular da Secretaria Nacional de Economia Solidária (Senaes) desde a sua criação, em 2003. Singer  é também um estudioso da economia solidária e se  tornou uma   referência  internacional no tema. 

### Atores do movimento brasileiro de economia solidária
O Fórum Brasileiro de Economia Solidária estrutura-se de forma a garantir a articulação entre três segmentos do movimento de Economia Solidária: empreendimentos solidários, entidades de assessoria e fomento e gestores públicos.

#### Empreendimentos econômicos solidários (EESs)
Denominamos de empreendimentos solidários as diversas formas concretas de manifestação da Economia Solidária, que são de uma riqueza e diversidade consideráveis. Os empreendimentos solidários são os principais protagonistas e público-alvo do FBES, compondo a maioria da representação em todas as instâncias decisórias do Fórum.
Vale citar aqui algumas formas de manifestação da Economia Solidária, para se perceber a magnitude e heterogeneidade do segmento de empreendimentos solidários: cooperativas, associações populares e grupos informais (de produção, de serviços, de consumo, de comercialização e de crédito solidário, nos âmbitos rural urbano); empresas recuperadas de autogestão (antigas empresas capitalistas falidas recuperadas pelos/as trabalhadores/as); agricultores familiares; fundos solidários e rotativos de crédito (organizados sob diversas formas jurídicas e também informalmente); clubes e grupos de trocas solidárias (com ou sem o uso de moeda social, ou moeda comunitária); ecovilas; redes e articulações de comercialização e de cadeias produtivas solidárias; lojas de comércio justo; agências de turismo solidário; entre outras. Os empreendimentos solidários caracterizam-se por se basearem nos princípios e valores expressos na Carta de Princípios da Economia Solidária, dos quais se destacam o exercício da autogestão na sua organização interna e o fato de serem supra-familiares com caráter de atividade econômica.
Quando se trata de um empreendimento econômico solidário de produção, o seu capital será constituído por cotas, distribuídas por igual entre todos membros, que desta forma, são sócios do empreendimento. O princípio geral da autogestão é que todos os que trabalham são donos do empreendimento e todos os que são donos trabalham no empreendimento.
Esse tipo de modelo atende diversos setores, como, por exemplo, agricultura familiar, assessorias técnicas, produção e comercialização de produtos (auxílio). Através de atividades sociais a incubadora orienta todo o processo buscando entender as necessidades do setor, isto é, melhorando a produção para que busquem atender suas necessidades. 
Existem empreendimentos solidários produtivos nas áreas econômicas mais diversas: são associações ou cooperativas agropecuárias, agroindustriais, industriais, de transporte, de artesanato, de reciclagem de resíduos sólidos, de educação escolar, de hotelaria etc., além de ecovilas e outras iniciativas.
Exemplos de empreendimentos solidários de consumo são as cooperativas de consumo, habitacionais, de crédito e mútuas de seguros gerais, de seguro de saúde, clubes de troca etc. No âmbito da economia solidária, o conceito de freguês ou cliente - típico da economia capitalista - é substituído pelo conceito de parceiros de projeto.

#### Gestores públicos
Os gestores públicos, composto por representantes de governos municipais e estaduais que tenham em sua gestão programas explicitamente voltados à Economia Solidária. Este segmento se faz representar nacionalmente por uma rede de gestores públicos, que tem cadeira na Coordenação Nacional do FBES como uma das entidades/redes nacionais.

#### Entidades de assessoria e fomento
As entidades de assessoria e fomento à economia solidária normalmente se organizam na forma de associações sem fins lucrativos (ONGs) ou órgãos universitários (incubadoras tecnológicas e grupos de extensão) e prestam serviços de apoio e fomento aos empreendimentos solidários, seja na forma de ações de formação (tanto técnica quanto econômica e política), seja na forma de apoio direto (em estrutura, assessoria, consultoria, elaboração de projetos e/ou oferecimento de crédito) para a incubação e promoção de empreendimentos.
A Incubadora Tecnológica de Cooperativas Populares da Universidade de São Paulo é um exemplo de entidade de fomento, ao lado das dezenas de outras incubadoras universitárias brasileiras.